# Europe (Europe)
Europe è il primo album in studio del gruppo musicale svedese Europe, pubblicato nel 1983 dalla Hot Records.

## Tracce
1. In the Future to Come - 5:00 (Tempest)
2. Farewell - 4:16 (Tempest)
3. Seven Doors Hotel - 5:16 (Tempest)
4. The King Will Return - 5:35 (Tempest)
5. Boyazont (instrumental) - 2:32 (Norum, Meduza)
6. Children of This Time - 4:55 (Tempest)
7. Words of Wisdom - 4:05 (Tempest)
8. Paradize Bay - 3:53 (Tempest)
9. Memories - 4:32 (Tempest)

## Singoli
- Seven Doors Hotel

## Videoclip
- In the Future to Come

## Formazione
- Joey Tempest - voce, chitarra acustica, tastiere
- John Norum - chitarre
- John Levén - basso
- Tony Reno - percussioni

## Classifiche
| Anno | Classifica            | Posizione massima |
| ---- | --------------------- | ----------------- |
| 1983 | Swedish Album Chart   | 8                 |
| 1983 | Japanese Albums Chart | 62                |